# Aroa leonensis
Aroa leonensis är en fjärilsart som beskrevs av George Francis Hampson 1910. Aroa leonensis ingår i släktet Aroa och familjen tofsspinnare. Inga underarter finns listade i Catalogue of Life.